# Бьёрнвиг, Торкилль
Торкилль Странге Бьёрнвиг (менее корректно Торкильд, дат. Thorkild Strange Bjørnvig; 2 февраля 1918, Орхус, Дания — 5 марта 2004, Самсё) — датский писатель и поэт.

## Биография
Торкилль Странге Бьёрнвиг вырос в Мейлгаде в Орхусе в семье фабричного инспектора Теодора Фрезе Педерсена Бьёрнвига и его жены Адды Томине Хаммель Йенсен. В 1938 году он окончил Орхусскую кафедральную школу, после чего стал студентом литературного факультета Орхусского университета. В 1964 году он получил докторскую степень в том же университете.
С 1973 года Торкильд Бьёрнвиг жил на острове Самсё. Он сочувствовал зарождавшемуся движению зелёных, ведь природа и защита окружающей среды играли важную роль в его творчестве (некоторые из его поэтических сборников носят жанровое обозначение «Экологические стихи»). Для обозначения своей экологической программы Бьёрнвиг использовал термин «экологический социализм».

## Обзор творчества
Бьёрнвиг изучал литературу в Орхусском университете, а его отмеченная наградой магистерская диссертация (1947) была посвящена Райнеру Марии Рильке, чьи произведения он позже переводил на датский язык.
Вместе с Бьёрном Поульсеном он основал литературный журнал Heretica («Ереси») как реакцию на модернистскую и реалистическую волну в датской литературе, преобладавшую в годы накануне Второй мировой войны. Бьёрнвиг также редактировал первые два выпуска журнала. Heretica во многом была вдохновлена британским периодическим изданием The Criterion Т. С. Элиота и издавалась с 1948 по 1953 год, продвигая таких писателей, как Фрэнк Йегер, Йорген Густава Брандт, Бенни Андерсен и Пер Хойхолт.
Среди его сборников стихов — Stjærnen Bag Gavlen (1947), Anubis (1955), Figur og Ild (1959), Ravnen (1968), Morgenmørke (1977), Gennem regnbuen (1987) и Siv, vand og måne (1993). Он также публиковал литературные очерки о датских и зарубежных авторах, таких как Рильке, Франк Йегер, Софус Клауссен и Эдгар Аллан По.
В серии автобиографических книг он описал свою непростую дружбу с Карен Бликсен с 1948 по 1955 год (Pagten, 1974), своё детство (Solens have og skolegården, 1983; Hjørnestuen og månehavet, 1984) и студенческое время во время и после Второй мировой войны (Jordens hjerte, 1986; Ønsket, 1987). Дружбе Бликсен и Бьёрнвига по мотивам одноимённой книги последнего посвящён фильм Билле Аугуста 2021 года «Договор».
В 2006 году заглавное стихотворение из сборника стихов Бьёрнвига 1955 года «Анубис», посвящённое созерцанию статуи древнеегипетского бога, вошло в культурный канон Дании.